# Contea di Dabu
La contea di Dabu è una contea della Cina che si trova nel Guangdong, sotto l'amministrazione della città di Meizhou. Essa ricopre una superficie di circa 2.500 chilometri quadrati ed ospita una popolazione di circa 350.000 abitanti.